# Gelijkenis van het onkruid onder het tarwe

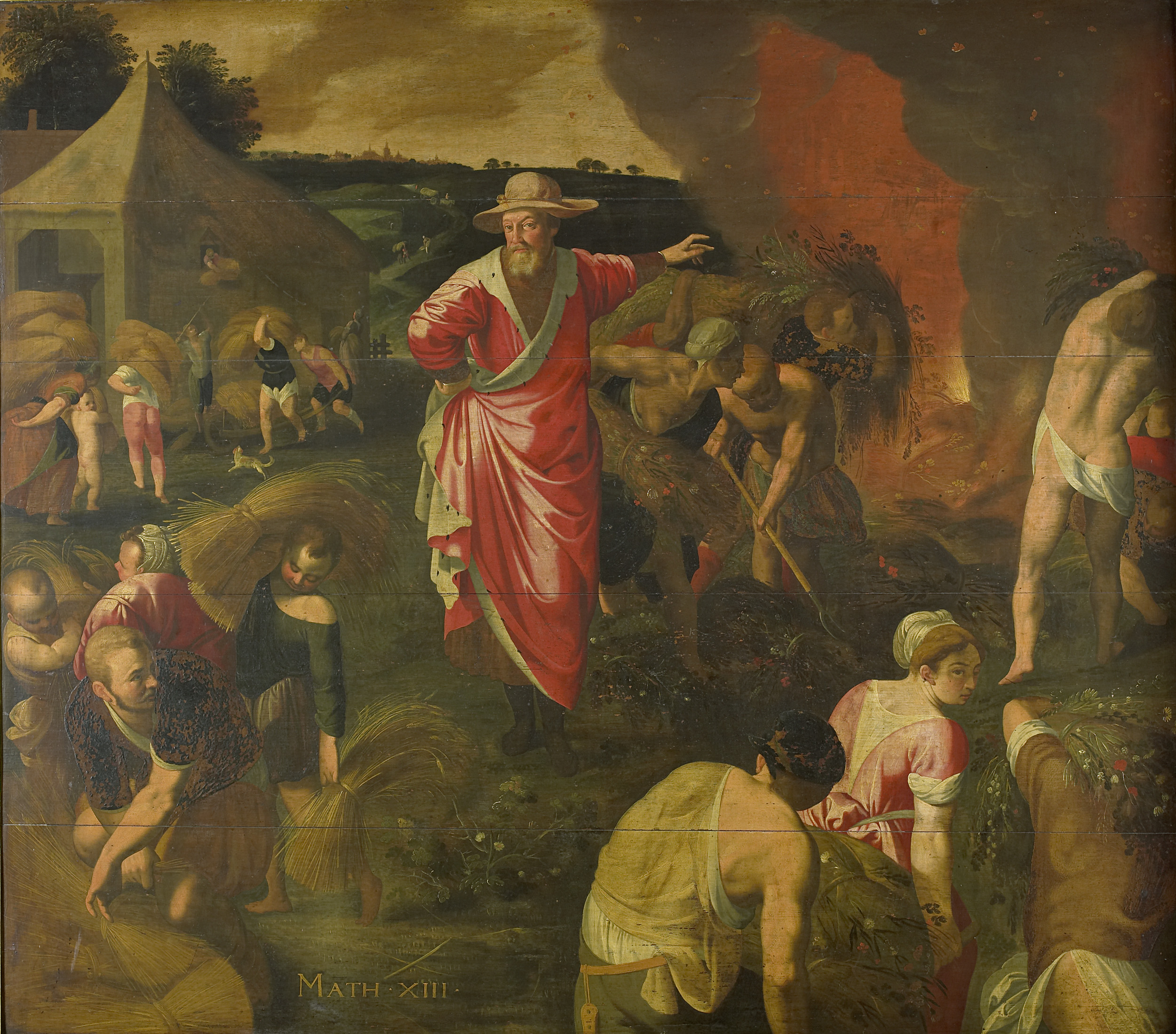
De gelijkenis van het onkruid onder de tarwe - In het midden staat de heer des huizes die bij het oogsten de landwerkers met schoven onkruid verwijst naar een brandstapel waar het onkruid verbrand wordt; de schoven tarwe worden verzameld en opgeslagen in een voorraadschuur links.

De gelijkenis van het onkruid onder het tarwe is een parabel van Jezus uit Matteüs 13:24-30 in het Nieuwe Testament. Een kortere versie van deze gelijkenis, en zonder de uitleg van Jezus zoals in Matteüs, staat in het apocriefe Evangelie van Thomas 57.

## De gelijkenis
In deze gelijkenis was er een mens die goed zaad op zijn akker zaaide. 's Nachts kwam zijn vijand en zaaide giftig onkruid tussen het graan. Toen de gewassen vrucht begonnen te dragen, werd duidelijk dat er ook onkruid tussen het graan was gezaaid. De knechten van de heer des huizes vroegen hoe dit mogelijk was. Hij zei dat dit het werk van zijn vijand was. De knechten boden aan het onkruid weg te halen. Dat wilde hij niet, omdat dan ook het graan zou worden losgetrokken. Hij zei dat het graan en het onkruid moesten blijven staan tot de oogst. Als de oogsttijd aanbrak, zou hij de maaiers eerst het onkruid laten weghalen en laten verbranden en dan het graan laten bijeen brengen in zijn schuur.

## Jezus' uitleg
Nadat de andere toehoorders waren vertrokken, vroegen Jezus' leerlingen wat de gelijkenis betekende. Jezus zei dat degene die het goede zaad zaaide de Mensenzoon was, de akker de wereld en het goede zaad de kinderen van het koninkrijk. Het onkruid zijn de kinderen van het kwaad, de vijand die het zaait de duivel. De oogst is de voltooiing van deze wereld en de maaiers zijn de engelen. De engelen "zullen uit zijn koninkrijk al wat ten val brengt en al wie onrecht pleegt bijeenbrengen en in de vuuroven werpen; daar zullen ze jammeren en knarsetanden." (Matteüs 13:36-43)

## Tekstuele aspecten
"Onkruid" is een vertaling van het Griekse ζιζάνια, zizani, meervoud van ζιζάνιον, zizanion. Dit was dolik (Lolium temulentum), die tot de grassenfamilie behoort, op tarwe lijkt maar giftig is. De Vulgaat behield zizania als leenwoord. Hierdoor kreeg zizanie in het Frans en andere Romaanse talen de betekenis van 'tweedracht', 'kibbelen' en 'ruzie maken'.

## Interpretatie
In het christendom wordt deze gelijkenis doorgaans zo opgevat dat de Mensenzoon die het goede zaad zaaide Jezus zelf was. In de wereld zijn slechte en goede mensen, die samen 'opgroeien' in de wereld totdat de dag des oordeels komt. Dan zullen eerst de slechte mensen worden verzameld en daarna worden de mensen die tot het koninkrijk van God behoren verzameld.
Vanaf op zijn laatst de periode van de kerkvaders zorgde deze gelijkenis voor discussie. Er was vooral verschil van mening over de betekenis van de schuur. Ook over de bestemming van de slechte mensen, de "vuuroven", verschilden de meningen.
De gelijkenis werd in de middeleeuwen gebruikt als rechtvaardiging voor de Inquisitie. Aan de andere kant werd de gelijkenis door theologen juist aangevoerd als argument voor tolerantie jegens ketters, bijvoorbeeld door Sebastian Castellio in zijn De haereticis, an sint persequendi, "Over de ketters, of zij vervolgd moeten worden".